# Revisión judicial en los Estados Unidos

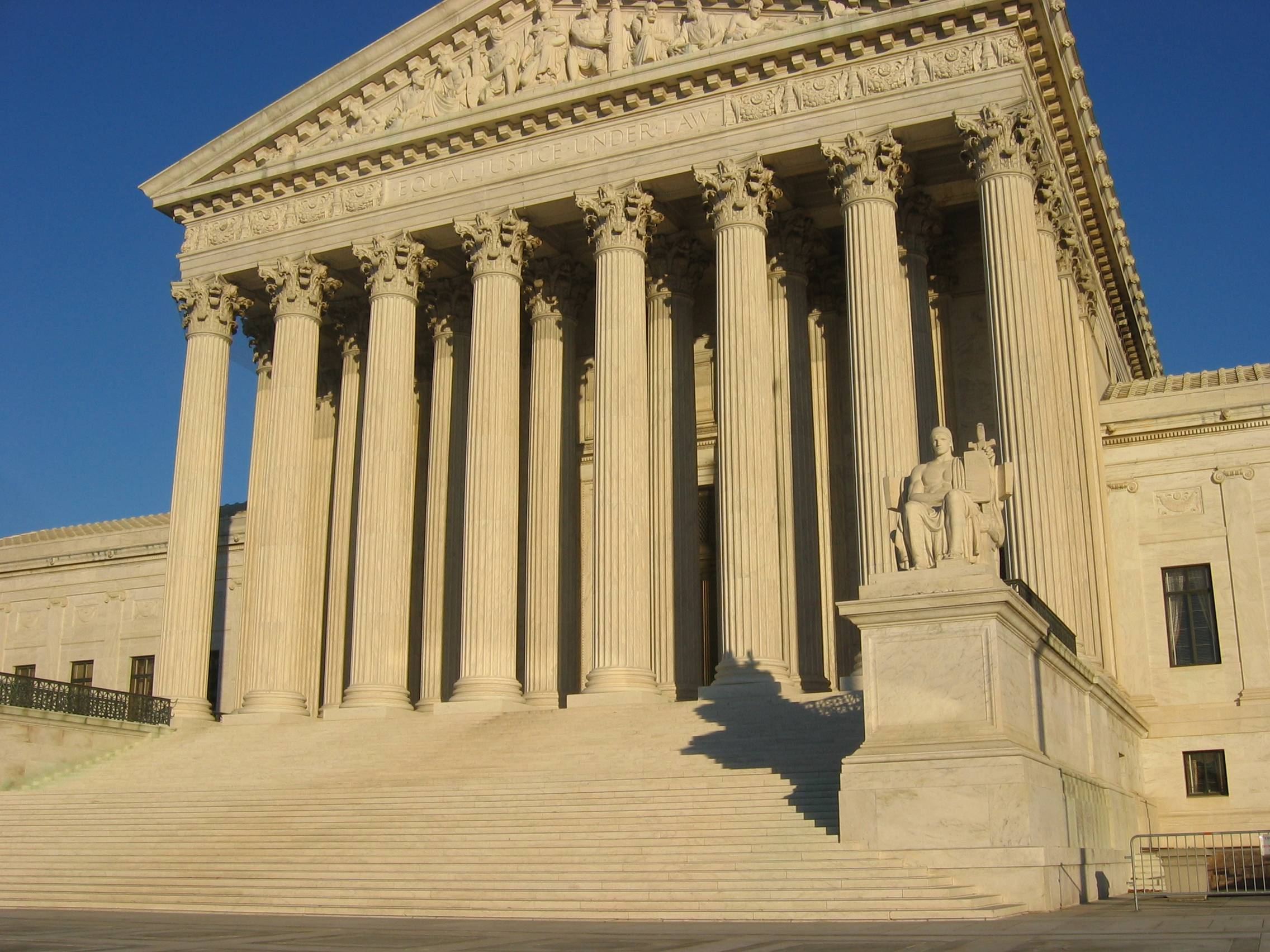
Edificio de la Corte Suprema de Estados Unidos

En los Estados Unidos, la revisión judicial es la capacidad de un tribunal para examinar y decidir si una ley, tratado o reglamento administrativo contradice o viola las disposiciones de la ley vigente, una Constitución Estatal o, por último la Constitución de los Estados Unidos. Si bien la Constitución de los Estados Unidos no define explícitamente un poder de revisión judicial, la autoridad para la revisión judicial en los Estados Unidos se ha deducido de la estructura, las disposiciones y la historia de la Constitución.

Dos decisiones históricas de la Corte Suprema de los Estados Unidos sirvieron para confirmar la autoridad constitucional inferida para la revisión judicial en los Estados Unidos: en 1796, Hylton contra Estados Unidos fue el primer caso decidido por la Corte Suprema que implica un desafío directo a la constitucionalidad de una ley del Congreso, la Ley de transporte de 1794 que impuso un "impuesto de transporte". El Tribunal se involucró en el proceso de revisión judicial al examinar el reclamo del demandante de que el impuesto de transporte era inconstitucional. Después de la revisión, la Corte Suprema decidió que la Ley de Transporte era constitucional. En 1803, Marbury contra Madison fue el primer caso de la Corte Suprema donde la Corte afirmó su autoridad para la revisión judicial para anular una ley por inconstitucional. Al final de su opinión en esta decisión, el presidente de la Corte Suprema, John Marshall, sostuvo que la responsabilidad del Corte Suprema de revocar la legislación inconstitucional era una consecuencia necesaria de su juramento de cargo para defender la Constitución como se indica en el Artículo Sexto de la Constitución.
Desde el año 2014, la Corte Suprema de los Estados Unidos ha declarado inconstitucionales 176 leyes del Congreso de los Estados Unidos. En el período 1960-2019, la Corte Suprema declaró inconstitucionales total o parcialmente 483 leyes.

## Revisión judicial antes de la Constitución
Antes de la Convención Constitucional en 1787, el poder de revisión judicial se había ejercido en varios estados. En los años de 1776 a 1787, los tribunales estatales en al menos siete de los trece estados habían participado en la revisión judicial y habían invalidado las leyes estatales porque violaban la constitución del estado u otra ley superior. Estos tribunales estatales trataron las constituciones estatales como declaraciones de la ley aplicable para ser interpretadas y aplicadas por los jueces. Estos tribunales razonaron que debido a que la constitución de su estado era la ley fundamental del estado, deben aplicar la constitución del estado en lugar de un acto de la legislatura que era inconsistente con la constitución del estado.
Estos casos judiciales estatales que involucran revisión judicial fueron reportados en la prensa y produjeron discusión pública y comentarios. Al menos siete de los delegados a la Convención Constitucional, incluidos Alexander Hamilton y Edmund Randolph, tenían experiencia personal con la revisión judicial porque habían sido abogados o jueces en estos casos judiciales estatales que implican revisión judicial. Otros delegados se refirieron a algunos de estos casos judiciales estatales durante los debates en la Convención Constitucional. Por lo tanto, el concepto de revisión judicial era familiar para los redactores y para el público antes de la Convención Constitucional.

## Las disposiciones de la Constitución
El texto de la Constitución no contiene una referencia específica al poder de revisión judicial. Por el contrario, el poder de declarar inconstitucionales las leyes se ha considerado un poder implícito, derivado del artículo III y el artículo VI.
Las disposiciones relativas al poder judicial federal en el artículo III establecen:

El Poder Judicial de los Estados Unidos se depositará en una Corte Suprema y en las Cortes inferiores que el Congreso instituya y establezca en lo sucesivo. . . .

El Poder Judicial se extenderá a todos los casos, tanto de derecho escrito como de equidad, que surjan como consecuencia de esta Constitución, de las leyes de los Estados Unidos y de los tratados celebrados o que se celebren bajo su autoridad. . . .

En todos los casos relativos a embajadores, otros ministros públicos y cónsules, así como en aquellos en que sea parte un Estado, la Corte Suprema poseerá jurisdicción original. En todos los demás casos que antes se mencionaron la Corte Suprema poseerá jurisdicción de apelación, tanto del derecho como de los hechos, con las excepciones y con arreglo a la reglamentación que formule el Congreso.

La Cláusula de Supremacía del artículo VI establece:

Esta Constitución, y las leyes de los Estados Unidos que se expidan con arreglo a ella, y todos los tratados celebrados o que se celebren bajo la autoridad de los Estados Unidos, serán la suprema ley del país y los jueces de cada Estado estarán obligados de este modo, a pesar de cualquier cosa en contrario que se encuentre en la Constitución o las leyes de cualquier Estado.

Los Senadores y representantes ya mencionados, los miembros de las distintas legislaturas estatales y todos los funcionarios ejecutivos y judiciales, tanto de los Estados Unidos como de los diversos Estados, se obligarán mediante juramento o protesta a sostener esta Constitución.

El poder de la revisión judicial se ha implicado a partir de estas disposiciones con base en el siguiente razonamiento. Es el deber inherente de los tribunales determinar la ley aplicable en cualquier caso dado. La Cláusula de Supremacía dice que "Esta Constitución" es la "ley suprema del país". La Constitución, por lo tanto, es la ley fundamental de los Estados Unidos. Las leyes federales son la ley de la tierra solo cuando se "expidan con arreglo" a la Constitución. Las constituciones y las leyes estatales son válidas solo si son consistentes con la Constitución federal. Cualquier ley contraria a la Constitución es nula. El poder judicial federal se extiende "a todos los casos que surjan bajo esta Constitución". Como parte de su deber inherente de determinar la ley, los tribunales federales tienen el deber de interpretar y aplicar la Constitución y decidir si una ley federal o estatal entra en conflicto con la Constitución. Todos los jueces están obligados a seguir la Constitución. Si hay un conflicto, los tribunales federales tienen el deber de seguir la Constitución y tratar la ley en conflicto como inaplicable. La Corte Suprema tiene jurisdicción final de apelación en todos los casos que surjan en virtud de la Constitución, por lo que la Corte Suprema tiene la autoridad máxima para decidir si las leyes son consistentes con la Constitución.

## Declaraciones de los redactores de la Constitución con respecto a la revisión judicial

### La Convención Constitucional
Durante los debates en la Convención Constitucional, los Padres fundadores de los Estados Unidos hicieron una serie de referencias al concepto de revisión judicial. El mayor número de estas referencias se produjo durante la discusión de la propuesta conocida como el Plan de Virginia. El Plan de Virginia incluía un "consejo de revisión" que habría examinado las nuevas leyes federales propuestas y las habría aceptado o rechazado, de forma similar al veto presidencial de hoy. El "consejo de revisión" habría incluido al presidente junto con algunos jueces federales. Varios delegados se opusieron a la inclusión de jueces federales en el consejo de revisión. Argumentaron que la judicatura federal, a través de su poder para declarar inconstitucionales las leyes, ya tuvo la oportunidad de proteger contra la usurpación legislativa, y la judicatura no necesitó una segunda forma de negar las leyes al participar en el consejo de revisión. Por ejemplo, Elbridge Gerry dijo que los jueces federales "Tendrían un control suficiente contra las usurpaciones en su propio departamento por su exposición de las leyes, lo que implicaba un poder de decisión sobre su constitucionalidad. En algunos estados, los jueces realmente habían anulado leyes, por ser contrarias a la constitución. Esto se hizo también con aprobación general". Luther Martin dijo: "En cuanto a la constitucionalidad de las leyes, ese punto vendrá ante los jueces en su carácter oficial. En este personaje tienen una negativa sobre las leyes. Reúnelos con el ejecutivo en la revisión, y tendrán un doble negativo". Estos y otros comentarios similares de los delegados indicaron que los tribunales federales tendrían el poder de revisión judicial.
Otros delegados argumentaron que si los jueces federales participaban en el proceso de elaboración de leyes mediante la participación en el consejo de revisión, su objetividad como jueces en la posterior decisión sobre la constitucionalidad de esas leyes podría verse afectada. Estos comentarios indicaron la creencia de que los tribunales federales tendrían el poder de declarar inconstitucionales las leyes.
En varios otros puntos de los debates en la Convención Constitucional, los delegados hicieron comentarios que indicaban su creencia de que bajo la Constitución, los jueces federales tendrían el poder de revisión judicial. Por ejemplo, James Madison dijo: "Una ley que viola una constitución establecida por la gente misma, sería considerada nula e inválida por los jueces". George Mason dijo que los jueces federales "podrían declarar nula una ley inconstitucional". Sin embargo, Mason agregó que el poder de la revisión judicial no es un poder general para anular todas las leyes, sino solo las que son inconstitucionales:

Ellos podrían declarar nula una ley inconstitucional. Pero con respecto a toda ley, por más injusta que sea, opresiva o perniciosa, que no viniera claramente bajo esta descripción, estarían bajo la necesidad como Jueces de darle el pase libre.

En total, quince delegados de nueve estados hicieron comentarios sobre el poder de los tribunales federales para revisar la constitucionalidad de las leyes. Todos menos dos de ellos apoyaron la idea de que los tribunales federales tendrían el poder de revisión judicial. Algunos delegados a la Convención Constitucional no hablaron sobre la revisión judicial durante la Convención, pero sí hablaron sobre ella antes o después de la Convención. Incluyendo estos comentarios adicionales de los delegados de la Convención, los académicos han encontrado que veinticinco o veintiséis delegados de la Convención hicieron comentarios que indicaban apoyo para la revisión judicial, mientras que de tres a seis delegados se opusieron a la revisión judicial. Una revisión de los debates y registros de votación de la convención contó hasta cuarenta delegados que apoyaron la revisión judicial, con cuatro o cinco en contra.
En sus comentarios relacionados con la revisión judicial, los redactores indicaron que el poder de los jueces para declarar las leyes inconstitucionales era parte del sistema de separación de poderes. Los redactores declararon que el poder de los tribunales para declarar inconstitucionales las leyes proporcionaría un control sobre la legislatura, protegiendo contra el ejercicio excesivo del poder legislativo.

### Los debates de ratificación en los estados
La revisión judicial se discutió en al menos siete de las trece convenciones de ratificación de los estados, y fue mencionada por casi dos docenas de delegados. En cada una de estas convenciones, los delegados afirmaron que la Constitución propuesta permitiría a los tribunales ejercer una revisión judicial. No hay registro de ningún delegado en una convención de ratificación en los estados que indique que los tribunales federales no tendrían el poder de revisión judicial.
Por ejemplo, James Wilson afirmó en la convención de ratificación de Pensilvania que los jueces federales ejercerían revisión judicial:

Si una ley se hiciera incompatible con las facultades conferidas por este instrumento en el Congreso, los jueces, como consecuencia de su independencia, y los poderes particulares del gobierno siendo definidos, declararán que dicha ley es nula e inválida. Porque el poder de la Constitución predomina. Cualquier cosa, por lo tanto, que será promulgada por el Congreso al contrario no tendrá fuerza de ley.

En la convención de ratificación de Connecticut, Oliver Ellsworth también describió la revisión judicial como una característica de la Constitución:

Esta Constitución define el alcance de los poderes del gobierno general. Si la legislatura general debe en algún momento sobrepasar sus límites, el departamento judicial es un control constitucional. Si los Estados Unidos van más allá de sus poderes, si hacen una ley que la Constitución no autoriza, es nula; y el poder judicial, los jueces nacionales, quienes, para asegurar su imparcialidad, deben ser independientes, la declararán nula.

Durante el proceso de ratificación, los partidarios y opositores de la ratificación publicaron panfletos, ensayos y discursos debatiendo diversos aspectos de la Constitución. Publicaciones de más de una docena de autores en al menos doce de los trece estados afirmaron que según la Constitución, los tribunales federales tendrían el poder de revisión judicial. No hay constancia de ningún opositor a la Constitución que alegara que la Constitución no incluía un poder de revisión judicial.
Después de revisar las declaraciones hechas por los fundadores, un académico concluyó: "La evidencia de la Convención Constitucional y de las convenciones de ratificación de los estados es abrumadora de que el significado público original del término "Poder Judicial" [en el Artículo III] incluye el poder de anular leyes inconstitucionales".

### The Federalist Papers
Los ensayos de El Federalista, que se publicaron en 1787-1788 para promover la ratificación de la Constitución, hicieron varias referencias al poder de la revisión judicial. La discusión más extensa sobre la revisión judicial fue en El Federalista n.º 78, escrito por Alexander Hamilton, que claramente explicaba que los tribunales federales tendrían el poder de revisión judicial. Hamilton declaró que según la Constitución, la judicatura federal tendría el poder de declarar inconstitucionales las leyes. Hamilton afirmó que esto era apropiado porque protegería a las personas contra el abuso de poder por parte del Congreso:

[L]os tribunales han sido concebidos como un cuerpo intermedio entre el pueblo y la legislatura, con la finalidad, entre otras varias, de mantener a esta última dentro de los límites asignados a su autoridad. La interpretación de las leyes es la propia y peculiar provincia de los tribunales. Una constitución es, de hecho, y debe ser considerada por los jueces, como una ley fundamental. A ellos pertenece, por lo tanto, determinar su significado, así como el de cualquier ley que provenga del cuerpo legislativo. Y si ocurriere que entre las dos hay una discrepancia irreconciliable, debe preferirse, por supuesto, aquella que posee fuerza obligatoria y validez superiores; en otras palabras, debe preferirse la Constitución a la ley ordinaria, la intención del pueblo a la intención de sus mandatarios.

Esta conclusión no supone de ningún modo la superioridad del poder judicial sobre el legislativo. Sólo significa que el poder del pueblo es superior a ambos y que donde la voluntad de la legislatura, declarada en sus leyes, se halla en oposición con la del pueblo, declarada en la Constitución, los jueces deberán gobernarse por la última de preferencia a las primeras. Deberán regular sus decisiones por las normas fundamentales antes que por las que no lo son.
Nos enseñan que el primer acto de un superior debe ser preferido al acto subsecuente de una autoridad inferior y subordinada, y que, consiguientemente, siempre que determinada ley contravenga la Constitución, los tribunales tendrán el deber de apegarse a la segunda y hacer caso omiso de la primera.

[L]os tribunales de justicia han de ser considerados como los baluartes de una Constitución limitada, en contra de las usurpaciones legislativas. . . .

En El Federalista n.º 81, dice: "La Constitución debería ser el estándar de construcción de las leyes, y. . . siempre que haya una oposición evidente, las leyes deberían dar lugar a la Constitución".
En El Federalista n.º 80, Hamilton rechazó la idea de que el poder de decidir la constitucionalidad de un acto del Congreso debería recaer en cada uno de los estados: "La necesidad, simplemente, de que la interpretación de las leyes nacionales sea uniforme, resuelve la cuestión. Trece tribunales independientes de última instancia, para juzgar los mismos asuntos, suscitados por las mismas leyes, serían una hidra gubernamental de la que sólo pueden resultar confusiones y contradicciones". De acuerdo con la necesidad de uniformidad en la interpretación de la Constitución, Hamilton explicó en El Federalista n.º 82 que la Corte Suprema tiene autoridad para escuchar las apelaciones de los tribunales estatales en casos relacionados con la Constitución.
Los argumentos en contra de la ratificación por parte de los antifederalistas coincidieron en que los tribunales federales tendrían el poder de revisión judicial, aunque los antifederalistas lo consideraron negativamente. Robert Yates, escribiendo en Los Ensayos Antifederalistas n.º 78-82 (Anti-Federalist Papers) bajo el seudónimo "Brutus", declaró:

[L]os jueces bajo esta constitución controlarán la legislatura, ya que la corte suprema está autorizada en última instancia, para determinar cuál es el alcance de los poderes del Congreso. Deben dar una explicación a la constitución, y no hay poder por encima de ellos para dejar de lado su juicio. . . . Entonces, la corte suprema tiene el derecho, independientemente de la legislatura, de dar una construcción a la constitución y a cada parte de ella, y no hay ningún poder provisto en este sistema para corregir su construcción o eliminarla. Si, por lo tanto, la legislatura aprueba leyes que no concuerden con el sentido que los jueces le dan a la constitución, la declararán nula.

## Revisión judicial entre la adopción de la Constitución y el casoMarbury contra Madison

### Ley de la Judicatura de 1789
El primer Congreso aprobó la Ley de la Judicatura de 1789 (The Judiciary Act of 1789), estableciendo los tribunales federales inferiores y especificando los detalles de la jurisdicción de la corte federal. El artículo 25 de la Ley de la Judicatura preveía que la Corte Suprema escuchara las apelaciones de los tribunales estatales cuando el tribunal estatal dictaminaba que una ley federal era inválida, o cuando el tribunal estatal confirmaba una ley estatal contra un reclamo de que la ley estatal era repugnante a la Constitución. Esta disposición le dio a la Corte Suprema el poder de revisar las decisiones de los tribunales estatales que involucran la constitucionalidad de las leyes federales y estatales. Por lo tanto, la Ley de la judicatura incorporó el concepto de revisión judicial.

### Decisiones judiciales de 1788 a 1803
Entre la ratificación de la Constitución en 1788 y la decisión en Marbury contra Madison en 1803, se recurrió a la revisión judicial en los tribunales federales y estatales. Un análisis detallado identificó treinta y un casos estatales o federales durante este tiempo en que las leyes fueron declaradas inconstitucionales, y siete casos adicionales en los cuales se mantuvieron las leyes pero al menos un juez concluyó que la ley era inconstitucional. El autor de este análisis, el profesor William Treanor, concluyó: "El gran número de estas decisiones no solo contradice la idea de que la institución de revisión judicial fue creada por el presidente de la Corte Suprema Marshall en Marbury, sino que refleja la aceptación y aplicación generalizada de la doctrina."
Varios otros casos relacionados con asuntos de revisión judicial llegaron a la Corte Suprema antes de que la cuestión se decidiera definitivamente en Marbury en 1803.
En el caso Hayburn, 2 U.S. (2 Dall.) 408 (1792), los tribunales federales de circuito declararon inconstitucional una Ley del Congreso por primera vez. Tres cortes del circuito federal determinaron que el Congreso violó la Constitución al aprobar una Ley que requería que los jueces del tribunal de circuito decidieran las solicitudes de pensión, sujeto a la revisión del Secretario de Guerra. Estos tribunales de circuito determinaron que esta no era una función judicial adecuada en virtud del Artículo III. Estas tres decisiones fueron recurridas ante la Corte Suprema, pero las apelaciones quedaron sin efecto cuando el Congreso derogó la Ley mientras las apelaciones estaban pendientes.
En una decisión no declarada de la Corte Suprema en 1794, Estados Unidos contra Yale Todd, la Corte Suprema anuló una pensión que se otorgó en virtud de la misma Ley de pensión que se había discutido en el caso de Hayburn. Al parecer, la Corte decidió que la ley que designaba a los jueces para decidir sobre las pensiones no era constitucional porque no se trataba de una función judicial propiamente dicha. Este aparentemente fue el primer caso de la Corte Suprema en encontrar inconstitucional una Ley del Congreso. Sin embargo, no hubo un informe oficial del caso y no se utilizó como precedente.
Hylton contra Estados Unidos, 3 U.S. (3 Dall.) 171 (1796), fue el primer caso decidido por la Corte Suprema que implicó un desafío a la constitucionalidad de una Ley del Congreso. Se argumentó que un impuesto federal sobre los vagones violaba la disposición constitucional con respecto a los impuestos "directos". La Corte Suprema confirmó el impuesto y consideró que era constitucional. Aunque la Corte Suprema no anuló la Ley en cuestión, la Corte se involucró en el proceso de revisión judicial al considerar la constitucionalidad del impuesto. El caso fue ampliamente publicitado en ese momento, y los observadores entendieron que la Corte estaba probando la constitucionalidad de una Ley del Congreso. Debido a que encontró la Ley válida, la Corte no tuvo que afirmar que tenía el poder de declarar una Ley inconstitucional.
En Ware contra Hylton, 3 U.S. (3 Dall.) 199 (1796), la Corte Suprema por primera vez revocó una Ley estatal. La Corte revisó un Ley de Virginia con respecto a las deudas de guerra prerrevolucionaria y encontró que era inconsistente con el tratado de paz entre los Estados Unidos y Gran Bretaña. Dependiendo de la Cláusula de Supremacía, la Corte consideró inválido la Ley de Virginia.
En Hollingsworth contra Virginia, 3 EE. UU. (3 Dall.) 378 (1798), la Corte Suprema determinó que no tenía jurisdicción para conocer el caso debido a las limitaciones de jurisdicción de la Undécima Enmienda. Esta participación podría verse como un hallazgo implícito de que el Acta Judicial de 1789, que habría permitido la jurisdicción de la Corte, era parcialmente inconstitucional. Sin embargo, la Corte no proporcionó ningún razonamiento para su conclusión y no dijo que estaba encontrando la Ley inconstitucional.
En Cooper contra Telfair, 4 US (4 Dall.) 14 (1800), el juez Chase afirmó: "De hecho, es una opinión general: está expresamente admitido por toda esta barra y algunos de los jueces han, individualmente en los circuitos decidido, que la Corte Suprema puede declarar una Ley del Congreso inconstitucional, y por lo tanto inválida, pero no hay adjudicación de la Corte Suprema sobre el punto".

### Respuestas a las Resoluciones de Kentucky y Virginia
En 1798, las legislaturas de Kentucky y Virginia aprobaron una serie de resoluciones que afirman que los estados tienen el poder de determinar si los actos del Congreso son constitucionales. En respuesta, diez estados aprobaron sus propias resoluciones desaprobando las resoluciones de Kentucky y Virginia. Seis de estos estados adoptaron la posición de que el poder para declarar inconstitucionales los actos del Congreso recae en los tribunales federales, no en las legislaturas estatales. Por ejemplo, la resolución de Vermont declaró: "No pertenece a las legislaturas estatales decidir sobre la constitucionalidad de las leyes hechas por el gobierno general; este poder se concede exclusivamente en los tribunales judiciales de la Unión".
Por lo tanto, cinco años antes de Marbury contra Madison, varias legislaturas estatales expresaron su entendimiento de que bajo la Constitución, los tribunales federales poseen el poder de revisión judicial.

## Caso Marbury contra Madison

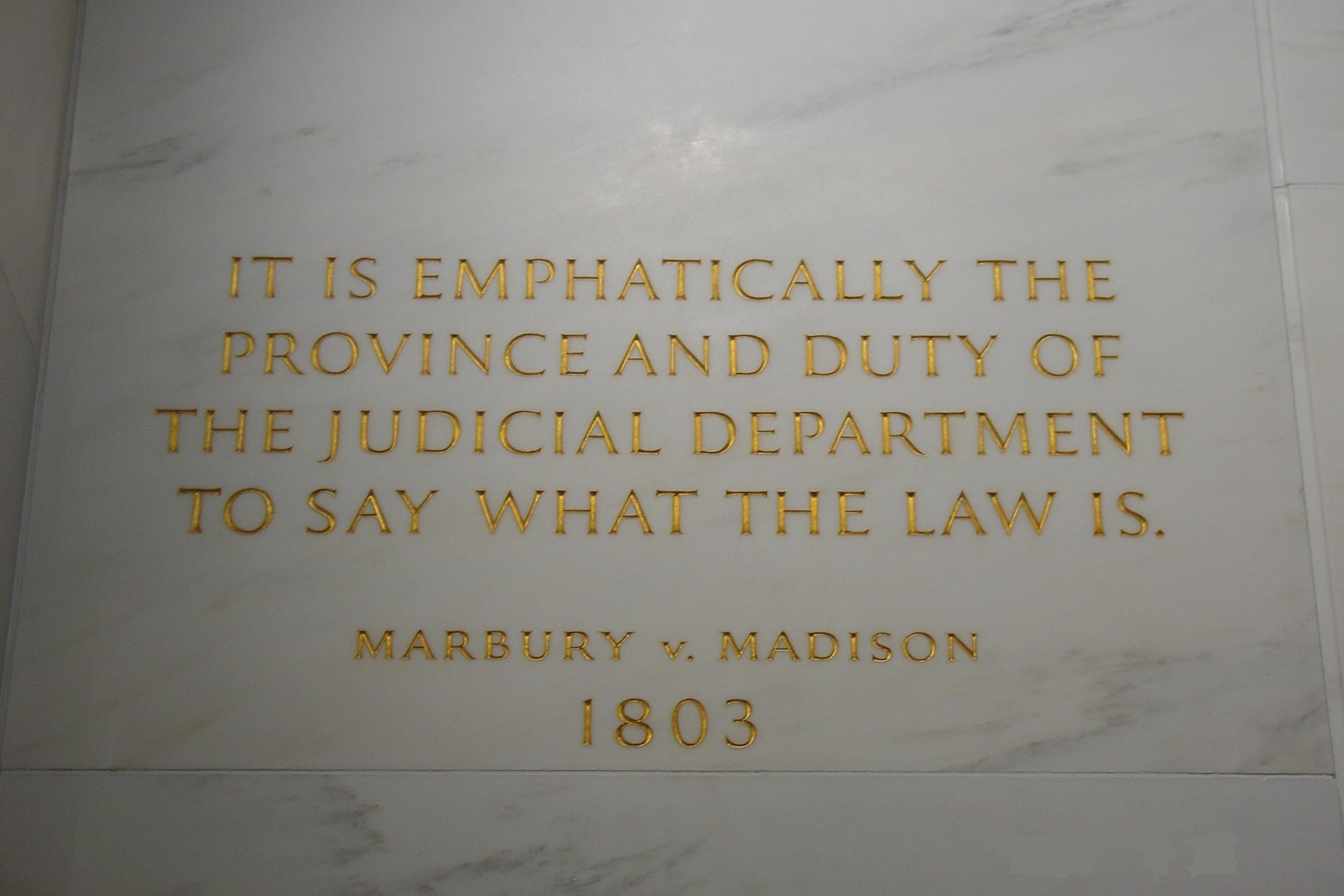
Inscripción en la pared del edificio de la Corte Suprema de los Estados Unidos sobre el caso Marbury contra Madison, en la que el presidente del Tribunal Supremo John Marshall esbozó el concepto de revisión judicial.

La decisión histórica de la Corte Suprema con respecto a la revisión judicial es Marbury contra Madison, 5 U.S. (1 Cranch) 137 (1803). Marbury fue la primera decisión de la Corte Suprema de anular una ley del Congreso por inconstitucional. El presidente de la Corte Suprema John Marshall escribió la opinión para una Corte unánime.
El caso se presentó cuando William Marbury presentó una demanda en busca de una orden (una "orden de mandamus") que requería que el Secretario de Estado, James Madison, entregara a Marbury una comisión que lo nombrara juez de paz. Marbury presentó su caso directamente en la Corte Suprema, invocando la "jurisdicción original" de la Corte, en lugar de presentar una demanda ante un tribunal inferior.
El problema constitucional involucró la cuestión de si la Corte Suprema tenía jurisdicción para conocer el caso. La Ley de la Judicatura de 1789 otorgó a la Corte Suprema jurisdicción original en casos que involucran autos de mandamus. Por lo tanto, en virtud de la Ley de la Judicatura, la Corte Suprema habría tenido jurisdicción para escuchar el caso de Marbury. Sin embargo, la Constitución describe los casos en los que la Corte Suprema tiene jurisdicción original, y no incluye casos de mandamus. Por lo tanto, la Ley de la Judicatura intentó otorgar a la Corte Suprema jurisdicción que no estaba "justificada por la Constitución".
La opinión de Marshall decía que en la Constitución, el pueblo estableció un gobierno de poderes limitados: "Los poderes de la Legislatura son definidos y limitados, y esos límites no pueden ser eludidos ni olvidados, la Constitución está escrita." Los límites establecidos en la Constitución no tendrían sentido "si estos límites pueden en cualquier momento ser hechos por aquellos destinados a ser restringidos". Marshall observó que la Constitución es "la ley fundamental y primordial de la nación", y que no puede ser alterada por una ley ordinaria de la legislatura. Por lo tanto, "una ley de la Legislatura que repugna a la Constitución es nula".
Marshall luego discutió el papel de los tribunales, que es el núcleo de la doctrina de la revisión judicial. Sería un "absurdo", dijo Marshall, exigir que los tribunales apliquen una ley que es nula. Más bien, es el deber inherente de los tribunales interpretar y aplicar la Constitución, y determinar si existe un conflicto entre una ley y la Constitución:

Es enfáticamente la provincia y el deber del Departamento Judicial decir lo que es la ley. Aquellos que aplican la regla a casos particulares deben, necesariamente, exponer e interpretar esa regla. Si dos leyes entran en conflicto entre sí, los Tribunales deben decidir sobre el funcionamiento de cada una.

Entonces, si una ley es contraria a la Constitución, si la ley y la Constitución se aplican a un caso particular, de modo que la Corte debe decidir ese caso de conformidad con la ley, haciendo caso omiso de la Constitución o de conformidad con la Constitución, sin tener en cuenta la ley, el Tribunal debe determinar cuál de estas normas conflictivas rige el caso. Esta es la esencia misma del deber judicial.

Si, entonces, los Tribunales deben considerar la Constitución, y la Constitución es superior a cualquier ley ordinaria de la Legislatura, la Constitución, y no esa ley ordinaria, debe regir el caso al que ambos se aplican ....

Marshall afirmó que los tribunales están autorizados por las disposiciones de la Constitución misma para "examinar" la Constitución, es decir, para interpretarla y aplicarla, y que tienen el deber de negarse a hacer cumplir las leyes que sean contrarias a la Constitución. Específicamente, el Artículo III establece que el poder judicial federal "se extiende a todos los casos que surjan bajo la Constitución". El Artículo VI requiere que los jueces hagan un juramento "para sostener esta Constitución". El Artículo VI también establece que solo las leyes "hechas en cumplimiento de la Constitución" son la ley de la tierra. Marshall concluyó: "Por lo tanto, la fraseología particular de la Constitución de los Estados Unidos confirma y refuerza el principio, que se supone esencial para todas las Constituciones escritas, de que una ley que repugna a la Constitución es nula, y que los tribunales, así como otros departamentos, están obligados por ese instrumento".
Marbury siempre ha sido considerado como el caso seminal con respecto a la doctrina de la revisión judicial. Algunos académicos han sugerido que la opinión de Marshall en Marbury esencialmente creó la revisión judicial. En su libro The Least Dangerous Branch (La rama menos peligrosa), el profesor Alexander Bickel escribió:

[L]a institución de la judicatura necesitaba ser convocada desde los vapores constitucionales, conformada y mantenida. y el Gran Juez Presidente, John Marshall, no solo, sino ante todo, estaba allí para hacerlo y lo hizo. Si se puede decir que un proceso social ha sido 'hecho' en un momento dado, y por un acto dado, es un logro de Marshall. El momento era 1803; el acto fue la decisión en el caso de Marbury v. Madison.

Otros académicos ven esto como una exageración y argumentan que Marbury se decidió en un contexto en el cual la revisión judicial ya era un concepto familiar. Estos académicos señalan los hechos que muestran que la revisión judicial fue reconocida por los redactores de la Constitución, se explicó en El Federalista y en los debates de ratificación, y fue utilizada por tribunales estatales y federales durante más de veinte años antes de Marbury, incluida la Corte Suprema en Hylton contra Estados Unidos. Un académico concluyó: "[A]ntes de Marbury, la revisión judicial había ganado amplio apoyo".

## Revisión judicial después del casoMarbury contra Madison
Marbury fue el punto en el que la Corte Suprema adoptó un rol de supervisión sobre las acciones del gobierno. Después de que la Corte ejerció su poder de revisión judicial en Marbury, evitó anular una ley federal durante los próximos cincuenta años. La corte no volvería a hacerlo hasta Dred Scott contra Sandford, 60 U.S. (19 How.) 393 (1857).
Sin embargo, la Corte Suprema sí ejerció la revisión judicial en otros contextos. En particular, la Corte anuló una serie de leyes estatales que eran contrarias a la Constitución. El primer caso en el que la Corte Suprema anuló una ley estatal como inconstitucional fue Fletcher contra Peck, 10 U.S. (6 Cranch) 87 (1810).
En algunos casos, las Cortes estatales adoptaron la posición de que sus sentencias eran definitivas y no estaban sujetas a revisión por parte de la Corte Suprema. Argumentaron que la Constitución no otorgaba a la Corte Suprema la autoridad para revisar las decisiones de las Cortes estatales. Afirmaron que la Ley de la Judicatura de 1789, que disponía que la Corte Suprema podía escuchar ciertas apelaciones de las Cortes estatales, era inconstitucional. En efecto, estas Cortes estatales afirmaban que el principio de revisión judicial no se extendía para permitir la revisión federal de las decisiones de las Cortes estatales. Esto hubiera dejado a los estados libres para adoptar sus propias interpretaciones de la Constitución.
La Corte Suprema rechazó este argumento. En Martin contra Hunter's Lessee, 14 US (1 Wheat.) 304 (1816), la Corte sostuvo que bajo el Artículo III, las Cortes federales tienen jurisdicción para conocer todos los casos que surjan de la Constitución y las leyes de los Estados Unidos, y que La Corte Suprema tiene jurisdicción de apelación en todos esos casos, ya sea que esos casos se presenten ante Cortes estatales o federales. La Corte emitió otra decisión con el mismo efecto en el contexto de un caso criminal, Cohens contra Virginia, 19 U.S. (6 Wheat.) 264 (1821). Ahora está bien establecido que la Corte Suprema puede revisar las decisiones de las Cortes estatales que involucran leyes federales.
La Corte Suprema también ha revisado las acciones de la rama ejecutiva federal para determinar si esas acciones fueron autorizadas por actos del Congreso o fueron más allá de la autoridad otorgada por el Congreso.
La revisión judicial ahora está bien establecida como una piedra angular de la ley constitucional. A septiembre de 2017, la Corte Suprema de los Estados Unidos había tomado porciones inconstitucionales o la totalidad de unas 182 leyes del Congreso de EE. UU., La más reciente en la decisión de Matal v. Tam de la Corte Suprema de junio de 2017 que anuló una parte de la Ley Lanham de julio de 1946.

## Crítica de la revisión judicial
Aunque la revisión judicial ahora se ha convertido en una parte establecida de la ley constitucional en los Estados Unidos, hay algunos que no están de acuerdo con la doctrina.
En la Convención Constitucional, ni los proponentes ni los opositores a la revisión judicial impugnaron que cualquier gobierno basado en una constitución escrita requiera algún mecanismo para evitar que se promulguen y hagan cumplir leyes que violan esa constitución. De lo contrario, el documento carecería de sentido, y la legislatura, con el poder de promulgar cualquier ley, sería el brazo supremo del gobierno (la doctrina británica de la soberanía parlamentaria). Los delegados a la Convención difieren con respecto a la cuestión de si el Congreso o la judicatura deben hacer determinaciones sobre la constitucionalidad de las leyes. Hamilton se refirió a esto en El Federalista n.º 78, en el que explicó las razones por las cuales la judicatura federal tiene la función de revisar la constitucionalidad de las leyes:

Si se dijere que el cuerpo legislativo es en sí mismo el juez constitucional de sus propios poderes, y que la interpretación que de ellos se haga es decisiva para los otros departamentos, se puede responder, que no puede ser ésta la presunción natural, en los casos en que no se recoja de disposiciones especiales de la Constitución. No es admisible suponer que la Constitución haya podido tener la intención de facultar a los representantes del pueblo para sustituir su voluntad a la de sus electores. Es mucho más racional entender que los tribunales han sido concebidos como un cuerpo intermedio entre el pueblo y la legislatura, con la finalidad, entre otras varias, de mantener a esta última dentro de los límites asignados a su autoridad.

Desde la adopción de la Constitución, algunos han argumentado que el poder de la revisión judicial le da a los tribunales la capacidad de imponer sus propios puntos de vista de la ley, sin un control adecuado por parte de cualquier otra rama del gobierno. Robert Yates, delegado de la Convención Constitucional de Nueva York, argumentó durante el proceso de ratificación en Los Ensayos Antifederalistas que los tribunales usarían el poder de la revisión judicial para imponer sus puntos de vista sobre el "espíritu" de la Constitución:

[E]n sus decisiones, no se limitarán a ninguna regla fija o establecida, sino que determinarán, según lo que les parezca, la razón y el espíritu de la constitución. Las opiniones de la corte suprema, cualesquiera que sean, tendrán fuerza de ley; porque no hay ningún poder provisto en la constitución que pueda corregir sus errores o contribuir a sus adjudicaciones. De este tribunal no hay apelación.

En 1820, Thomas Jefferson expresó su oposición a la doctrina de la revisión judicial:

Pareces ... considerar a los jueces como los árbitros últimos de todas las cuestiones constitucionales; una doctrina muy peligrosa y que nos colocaría bajo el despotismo de una oligarquía. Nuestros jueces son tan honestos como otros hombres, y no más. Tienen, con otros, las mismas pasiones por el partido, por el poder y el privilegio de su cuerpo ... Su poder [es] más peligroso ya que están en el cargo de por vida, y no son responsables, como los otros funcionarios son, al control electivo. La Constitución no ha erigido un tribunal único de este tipo, sabiendo que las manos confiadas, con las corrupciones de tiempo y partido, sus miembros se convertirían en déspotas. Ha hecho más sabiamente que todos los departamentos sean co-iguales y co-soberanos dentro de sí mismos.

En 1861, Abraham Lincoln se refirió al mismo tema, durante su primer discurso inaugural:

El ciudadano sincero debe confesar que si la política del Gobierno sobre cuestiones vitales que afectan a todo el pueblo debe ser irrevocablemente fijada por decisiones de la Corte Suprema, en el instante en que se hacen en litigios ordinarios entre las partes en acciones personales, la gente habrá dejado de ser su propio gobernante, habiendo hasta ese punto prácticamente renunciado a su gobierno en manos de ese eminente tribunal. Tampoco hay en este punto de vista ningún asalto a la corte o los jueces. Es un deber del que no pueden encogerse para decidir los casos debidamente presentados ante ellos, y no es culpa de ellos si otros tratan de convertir sus decisiones a fines políticos.

Lincoln aludía aquí al caso de Dred Scott contra Sandford, en el que la Corte había anulado una ley federal por primera vez desde Marbury contra Madison.
Se ha argumentado que la judicatura no es la única rama del gobierno que puede interpretar el significado de la Constitución. El Artículo VI requiere que los titulares de cargos federales y estatales estén obligados "por juramento o protesta, a sostener esta Constitución". Se ha argumentado que dichos funcionarios pueden seguir sus propias interpretaciones de la Constitución, al menos hasta que esas interpretaciones hayan sido probadas en las Cortes.
Algunos han argumentado que la revisión judicial es inconstitucional en base a dos argumentos. En primer lugar, el poder de la revisión judicial no está expresamente delegado en los tribunales en la Constitución. La Décima Enmienda reserva a los estados (o al pueblo) aquellos poderes no delegados al gobierno federal. El segundo argumento es que solo los estados tienen el poder de ratificar los cambios a la "ley suprema" (la Constitución de los EE.UU.), Y que las leyes deben desempeñar un papel en la interpretación de su significado. Según esta teoría, permitir que solo los tribunales federales realicen definitivamente una revisión judicial de la ley federal permite que el gobierno nacional interprete sus propias restricciones como lo considere oportuno, sin una aportación significativa del poder ratificador.

## Estándar de revisión
En los Estados Unidos, la inconstitucionalidad es el único motivo para que un tribunal federal anule una ley federal. El juez Washington, hablando en nombre del Tribunal Marshall, lo expresó de esta manera en un caso de 1829:

Tenemos la intención de decidir solamente que la ley objetada en este caso no es repugnante a la Constitución de los Estados Unidos, y que a menos que sea así, esta Corte no tiene autoridad, en virtud de la sección 25 de la Ley de la Judicatura, para reexaminar y revertir el juicio de la Corte Suprema de Pensilvania en el presente caso.

Si una ley del estado entra en conflicto con una ley federal válida, entonces los tribunales pueden anular la ley del estado como una violación indiscutible de la Cláusula de Supremacía. Pero un tribunal federal no puede anular una ley en ausencia de una violación de la ley federal o de la Constitución federal.
Además, una sospecha o posibilidad de inconstitucionalidad no es suficiente para que los tribunales estadounidenses anulen una ley. Alexander Hamilton explicó en El Federalista n.º 78 que el estándar de revisión debe ser una "varianza irreconciliable" con la Constitución. Los antifederalistas estuvieron de acuerdo en que los tribunales no podrían anular las leyes federales en ausencia de un conflicto con la Constitución. Por ejemplo, Robert Yates, escribiendo bajo el seudónimo "Brutus", afirmó que "los tribunales del gobierno general estarán bajo la obligación de observar las leyes hechas por la legislatura general que no repugnan a la constitución".
Estos principios -que las leyes federales solo pueden ser revocadas por inconstitucionalidad y que la inconstitucionalidad debe ser clara- eran puntos de vista muy comunes en el momento de enmarcar la Constitución. Por ejemplo, George Mason explicó durante la convención constitucional que los jueces "podrían declarar nula una ley inconstitucional. Pero con respecto a toda ley, por mas injusta que sea, opresiva o perniciosa, que no viniera claramente bajo esta descripción, estarían bajo la necesidad como Jueces de darle el pase libre".
Durante varios años, los tribunales fueron relativamente respetuosos con el Congreso. El juez Washington lo expresó de esta manera, en un caso de 1827: "No es más que un respeto digno a la sabiduría, integridad y patriotismo del cuerpo legislativo, por el que se promulga cualquier ley, presumir a favor de su validez, hasta que se pruebe su violación de la Constitución más allá de toda duda razonable".
Aunque los jueces generalmente se adhirieron a este principio de que una ley solo podía considerarse inconstitucional en caso de una clara contradicción hasta el siglo XX, esta presunción de constitucionalidad se debilitó un tanto durante el siglo XX, como lo ejemplifica la famosa nota cuatro de la corte suprema en el caso Estados Unidos contra Carolene Products Co., 304 US 144 (1938), que sugirió que las leyes pueden estar sujetas a un escrutinio más detallado en ciertos tipos de casos. Sin embargo, los tribunales federales no se apartaron del principio de que los tribunales solo pueden revocar las leyes por inconstitucionalidad.
Por supuesto, la implicación práctica de este principio es que un tribunal no puede anular una ley, incluso si reconoce que la ley obviamente está mal redactada, es irracional o surge de los motivos corruptos de los legisladores, a menos que el defecto en  la ley se eleve al nivel de una clara violación constitucional. En 2008, el juez John Paul Stevens, reafirmó este punto en una opinión concurrente: "Cuando recuerdo a mi estimado colega anterior, Thurgood Marshall, comentando en numerosas ocasiones: "La Constitución no prohíbe a las legislaturas promulgar leyes estúpidas"".
En el sistema federal, los tribunales solo pueden decidir casos reales o controversias; no es posible solicitar a los tribunales federales que revisen una ley sin que al menos una de las partes tenga capacidad legal para entablar una demanda. Este principio significa que los tribunales a veces no ejercen su poder de revisión, incluso cuando una ley es aparentemente inconstitucional, por falta de jurisdicción. En algunos tribunales estatales, como la Corte Suprema Judicial de Massachusetts, la legislación puede ser referida en ciertas circunstancias por la legislatura o por el ejecutivo para una resolución consultiva sobre su constitucionalidad antes de su promulgación (o ejecución).
La Corte Suprema de los Estados Unidos Busca evitar revisar la constitucionalidad de una ley en el que el caso que se encuentra ante él podría decidirse por otros motivos, una actitud y práctica que ejemplifique la restricción judicial. El juez Louis Brandeis lo enmarcó así (se omiten las citas):

La Corte desarrolló, para su propia gobernanza en los casos dentro de su jurisdicción, una serie de reglas bajo las cuales ha evitado pasar una gran parte de todas las cuestiones constitucionales que se le han sometido para su decisión. Son:
1. La Corte no pasará sobre la constitucionalidad de la legislación en un procedimiento amistoso, no contencioso, en declive, porque decidir tales cuestiones es legítimo solo en última instancia, y como una necesidad en la determinación de una controversia real, ferviente y vital entre individuos. Nunca se pensó que, mediante una demanda amistosa, un partido golpeado en la legislatura podría transferir a los tribunales una investigación sobre la constitucionalidad del acto legislativo.
2. La Corte no anticipará una cuestión de derecho constitucional antes de la necesidad de decidirlo. No es costumbre del tribunal decidir cuestiones de naturaleza constitucional a menos que sea absolutamente necesario para una decisión del caso.
3. La Corte no formulará una regla de derecho constitucional más amplia que la requerida por los hechos precisos a los que se aplica.
4. La Corte no aprobará una cuestión constitucional aunque se presente adecuadamente en el expediente, si también se presenta algún otro motivo por el cual el caso puede ser resuelto ... Si un caso puede decidirse por una de dos razones, una que involucre una cuestión constitucional , la otra es una cuestión de construcción legal o ley general, la Corte decidirá solamente la última.
5. La Corte no pasará la validez de una ley ante la queja de alguien que no demuestre que se ha lesionado por su operación.
6. La Corte no pasará sobre la constitucionalidad de una ley a instancia de alguien que se ha valido de sus beneficios.
7. Cuando se pone en cuestión la validez de un acto del Congreso, e incluso si se plantea una duda seria de constitucionalidad, es un principio cardinal que este Tribunal primero determine si una construcción de la ley es bastante posible por lo que la pregunta puede ser evitada.

## Leyes que limitan la revisión judicial
Aunque la Corte Suprema continúa revisando la constitucionalidad de las leyes, el Congreso y los estados conservan cierto poder para influir en los casos que se presentan ante la Corte. Por ejemplo, la Constitución en el Artículo III, Sección 2, otorga al Congreso facultades para hacer excepciones a la jurisdicción de apelación de la Corte Suprema. Históricamente, la Corte Suprema ha reconocido que su jurisdicción de apelación está definida por el Congreso y, por lo tanto, el Congreso puede tener el poder de hacer que algunas acciones legislativas o ejecutivas no sean revisadas. Esto se conoce como eliminación de jurisdicción.
Otra forma de que el Congreso limite la revisión judicial fue juzgada en enero de 1868, cuando se propuso un proyecto de ley que requería una mayoría de dos tercios de la Corte para considerar inconstitucional cualquier Acto del Congreso. El proyecto de ley fue aprobado por la Cámara de Representantes, 116 a 39. Esa medida murió en el Senado, en parte porque el proyecto de ley no estaba claro sobre cómo se decidirá la propia constitucionalidad del proyecto de ley.
Se han propuesto muchos otros proyectos de ley en el Congreso que requerirían una mayoría calificada para que los jueces puedan ejercer la revisión judicial. Durante los primeros años de los Estados Unidos, fue necesaria una mayoría de dos tercios para que la Corte Suprema ejerciera una revisión judicial; porque la Corte consistía en seis miembros, una mayoría simple y una mayoría de dos tercios requerían cuatro votos. En la actualidad, las constituciones de dos estados requieren una supermayoría de jueces de la Corte Suprema para ejercer la revisión judicial: Nebraska (cinco de los siete jueces) y Dakota del Norte (cuatro de cinco jueces).

## Revisión administrativa
El procedimiento para la revisión judicial de la regulación administrativa federal en los Estados Unidos se establece en la Ley de Procedimiento Administrativo, aunque los tribunales han dictaminado, como en el caso Bivens contra Seis Agentes Nombrados Desconocidos que una persona puede presentar un caso por una causa implícita de acción cuando no existe un procedimiento legal.